# شلشة دره (مقاطعة فومن)
شلشة دره (بالفارسية: شلشه دره) هي قرية تقع في غيلان في إيران. يقدر عدد سكانها بـ 141 نسمة بحسب إحصاء 2016.